# Les Quatre Jours du pauvre homme
Les Quatre Jours du pauvre homme est un roman policier de Georges Simenon, terminé 4 juillet 1949 à Tucson (Arizona), États-Unis, et publié la même année.

## Résumé
1re partie : « Les deux jours de la rue Delambre ». – La mort de sa femme Germaine à l'hôpital laisse François Lecoin plus désemparé que jamais. Sans emploi, ayant surtout vécu d'expédients, à bout de ressources, il ne pourra subvenir aux frais de l'enterrement. La veille du décès, l'arrivée soudaine de son frère Raoul, retour des colonies, dans le modeste appartement qu'il occupe avec son jeune fils Bob, rue Delambre, a ravivé chez lui de pénibles souvenirs de famille et le sentiment d'une déchéance d'autant plus amère qu'elle contraste avec la réussite de l'aîné, Marcel : celui-ci a fait un mariage d'intérêt et poursuit une brillante carrière qui, du barreau, le conduit à la politique. Profitant de la mort de Germaine, François entreprend une démarche auprès de sa belle-sœur Renée, juste au moment où elle s'apprête à rejoindre les siens à Deauville et, payant d'audace, il lui annonce qu'il est sur le point d'entrer comme rédacteur d'une feuille électorale au service d'un riche commerçant ambitieux, Gianini, qui s'annonce comme le plus sérieux rival de Marcel dans sa circonscription. Renée a compris : un chèque important mettra fin aux humiliations de François Lecoin et de son fils. 
2e partie : « Les deux jours des Champs-Elysées ». – Trois années ont passé. Devenu directeur-propriétaire de La Cravache, François Lecoin tire profit sans scrupule des collusions politico-financières qu'il dénonce et des turpitudes de la vie privée de personnalités en vue qu'il révèle ou menace de révéler. Une équipe de collaborateurs l'assiste, s'efforçant de déjouer les manœuvres qui, peu à peu, sont en train de s'ourdir contre son exploitation de scandales. Pendant ce temps, Bob achève, au Collège Stanislas, l'année d'un élève modèle. Traqué par la P.J. que les plus hautes autorités ont finalement alertée, Lecoin se sent compromis et perdu. N'osant regagner le domicile de sa maîtresse, il rejoint l'appartement qu'il a conservé rue Delambre. Son fils vient de se pendre ; à côté, une lettre non décachetée où le directeur de Stanislas signifie au père de Bob que celui-ci ne pourra y continuer ses études. François Lecoin ira dès lors se livrer à la justice.

## Aspects particuliers du roman
Deux moments de la vie d’un homme concentrés chacun en deux journées décisives pour lui.
De la première à la seconde partie se démarque une progression dans l’indignité du héros, « pauvre homme » par son destin de raté. Un destin dont le seul trait positif  - le sentiment paternel – s’annulera finalement en un échec tragique.

## Fiche signalétique de l'ouvrage

### Cadre spatio-temporel

#### Espace
Paris (successivement Montparnasse et les Champs-Élysées).

#### Temps
Époque contemporaine.

### Les personnages

#### Personnage principal
François Lecoin. Chômeur, puis directeur d’un journal de chantage. Marié, puis veuf, deux dont une fillette soignée en Savoie. 36 ans.

#### Autres personnages
- Bob, fils de François, 11 ans
- Marcel Lecoin, avocat, puis conseiller municipal, frère de François
- Renée, son épouse
- Raoul, licencié en droit, ex-colonial, autre frère de François, 46 ans
- Viviane, maîtresse de François (dans la 2e partie).

## Éditions
- Édition originale : Presses de la Cité, 1949
- Livre de Poche, n° 14290, 2003  (ISBN 978-2-253-14290-4)
- Tout Simenon, tome 3, Omnibus, 2002  (ISBN 978-2-258-06044-9)
- Romans durs, tome 8, Omnibus, 2013  (ISBN 978-2-258-09395-9)
- Romans durs, tome 8, Omnibus, 2023  (ISBN 978-2-258-20265-8)

## Source
- Maurice Piron, Michel Lemoine, L'Univers de Simenon, guide des romans et nouvelles (1931-1972) de Georges Simenon, Presses de la Cité, 1983, p. 150-151  (ISBN 978-2-258-01152-6)